# Dorfkirche Krumpa

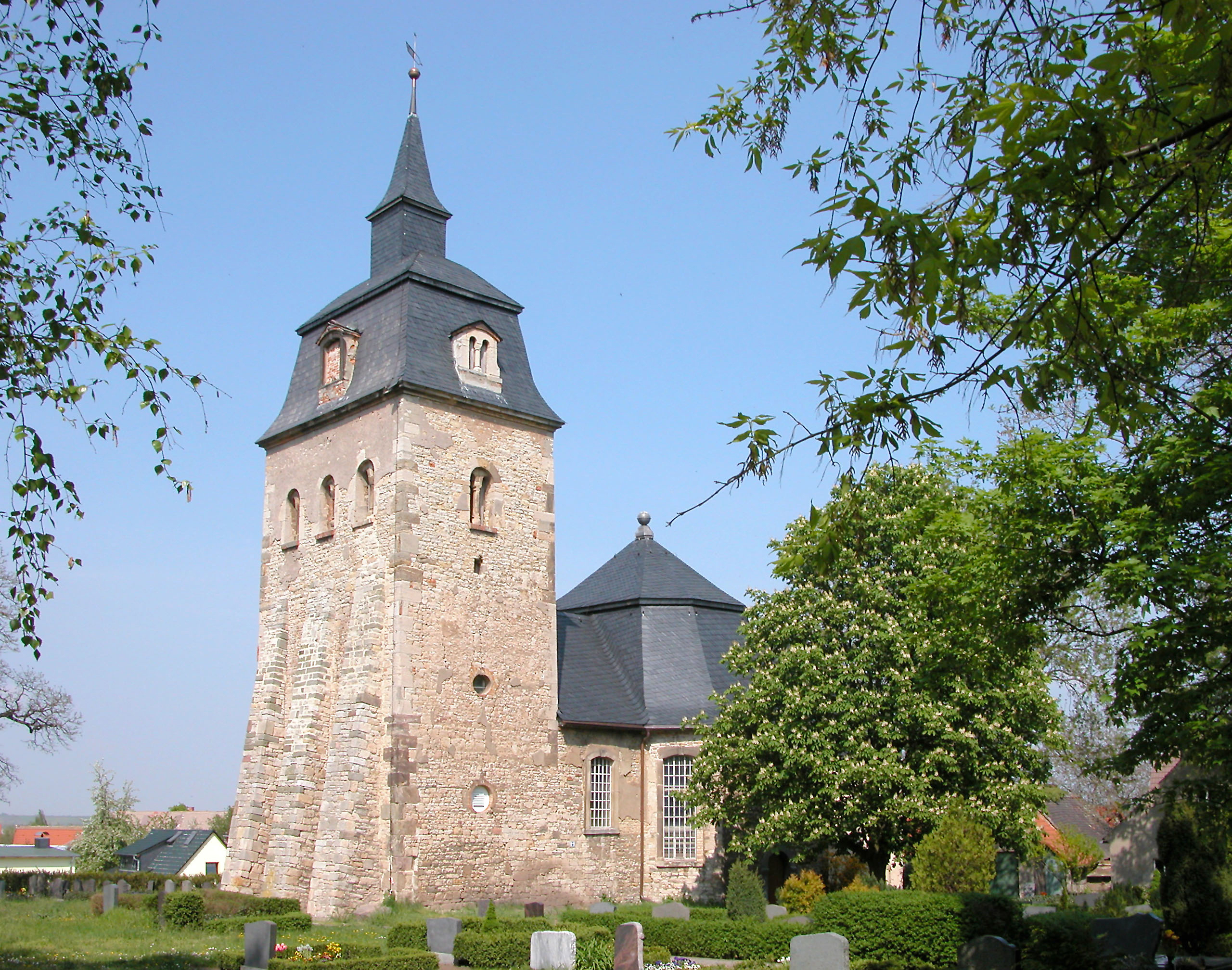
Dorfkirche Krumpa

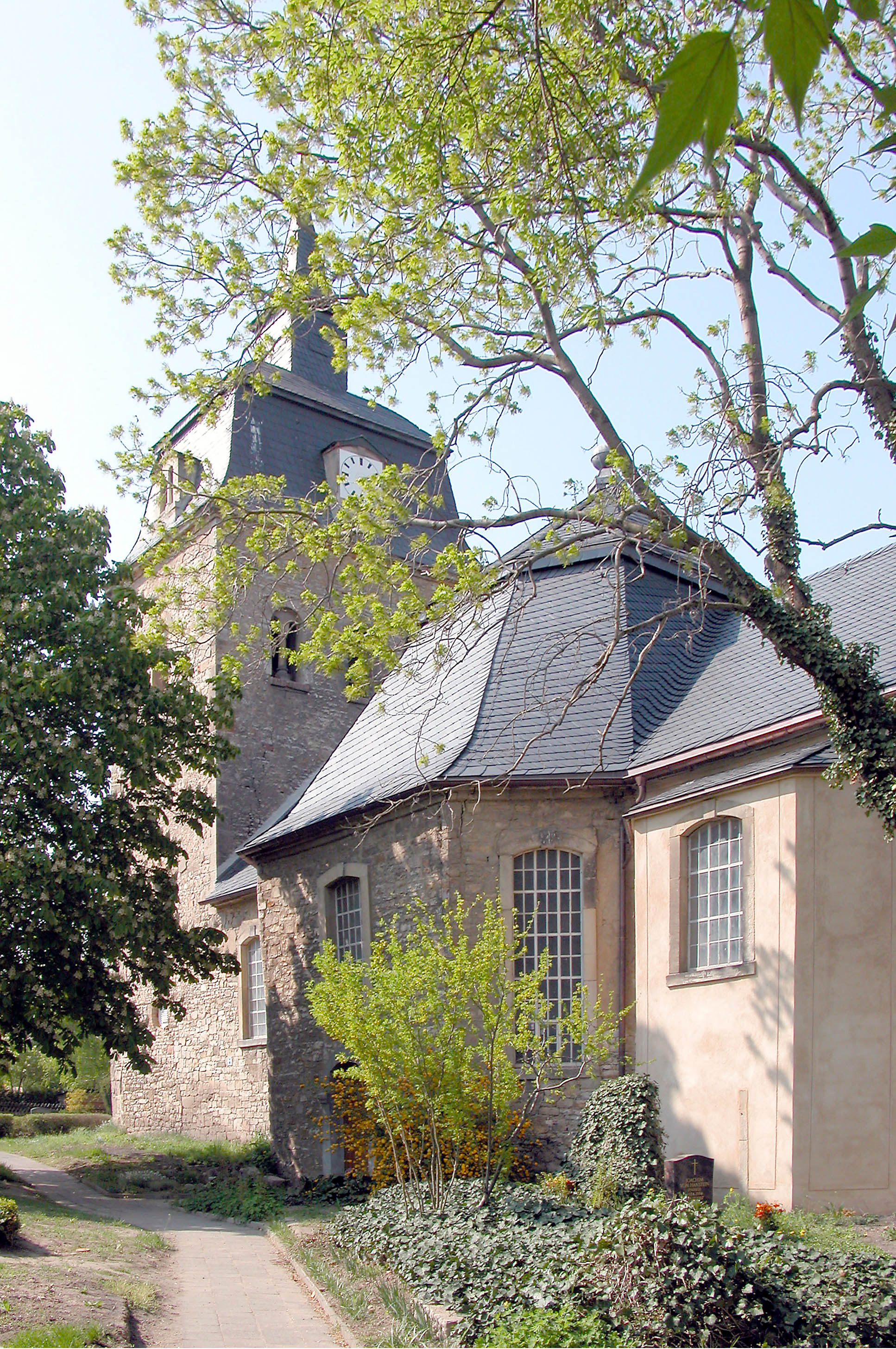
Südseite

Die evangelische Dorfkirche Krumpa ist eine ursprünglich romanische, barockisierte Saalkirche im Ortsteil Krumpa von Braunsbedra im Saalekreis in Sachsen-Anhalt. Sie gehört zur Kirchengemeinde Braunsbedra im Kirchenkreis Merseburg der Evangelischen Kirche in Mitteldeutschland (EKMD).

## Geschichte und Architektur
Die Kirche ist ein romanisches Bauwerk mit geradem Ostschluss und Westquerturm, das durch einen eingreifenden Umbau 1751 unter Verwendung von Teilen eines Vorgängerbauwerks zu einem zentralen, unregelmäßigen Oktogon umgestaltet wurde, das mit einem gestreckt rechteckigen Schiff verbunden ist. Diese Lösung ist architektonisch reizvoll und im ländlichen Sakralbau der Gegend einzigartig. Die Gesamtausdehnung wird bestimmt durch den romanischen Turm im Westen und die Ostmauer des gleichzeitigen Chors. In der äußeren Erscheinung ist das Bauwerk vielfältig gestaffelt, beherrschend ist der Turm mit drei nachträglich angebauten massiven Stützpfeilern an seiner Westseite, mit Mansardwalmdach und Dachreiter abgeschlossen, in den gekuppelten Schallarkaden sind Säulchen mit derben Würfelkapitellen eingesetzt. Der östlich anschließende kurze Raumteil sowie der nahezu quadratische Altarraum sind ebenso breit wie der Turm; demgegenüber ist der achteckige Mittelraum dagegen nach Norden und Süden ausladend und durch ein hohes Mansarddach betont. An der nördlichen Oktogonseite schließt sich ein rechteckiges Treppenhaus an; in dem nach Kriegszerstörung verkürzt wiederaufgebauten Südflügel befindet sich jetzt der Haupteingang. Am Chor nördlich und südlich sind je ein zweigeschossiger polygonaler Logenanbau angeordnet, über der gleichgestalteten östlichen Vorhalle ist der eingemauerte Giebel des romanischen Vorgängerbauwerks ablesbar.
Der lichte Innenraum erweckt noch stärker als das Äußere den Eindruck eines Zentralbaus mit westlichem und östlichem Annex; er wird durch ein Spiegelgewölbe abgeschlossen, die Anräume mit einer etwas niedrigeren Flachdecke über einer Voute. Im Oktogon ist eine umlaufende Empore eingezogen, an den Logenprospekten des Chores sind schlichte Stuckaturen mit rankengerahmten Wappenfeldern und Bekrönungen angebracht.
Eine Restaurierung mit Schwammsanierung wurde 2003 mit Unterstützung der Deutschen Stiftung Denkmalschutz durchgeführt.

## Ausstattung
Das Hauptstück der Ausstattung ist ein klassizistischer Kanzelaltar mit wiederverwendetem Korb einer steinernen Kanzel der Spätrenaissance aus der ersten Hälfte des 17. Jahrhunderts; an der Brüstung sind ein Kruzifixus und vier Evangelistenreliefs angebracht; davon getrennt aufgestellt ist der zugehörige Kanzelfuß mit einer Darstellung des Jonas. Auch die Orgel ist klassizistisch gestaltet. Die beiden Schnitzfiguren von Aaron und Johannes dem Täufer wurden um 1730 geschaffen; sie stammen vom Altar der infolge des Braunkohle-Abbaus devastierten Dorfkirche des Ortsteils Lützkendorf. Zwei Grabsteine, der eine mit Wappen und Inschrift aus dem Jahr 1491 und der andere für Anna Christiane von Heinitz († 1680) mit Relief der Verstorbenen und ihrer zwei Töchter vor dem Kreuz kniend gehören ebenfalls zur Ausstattung, schließlich eine Bronzeglocke aus dem Jahr 1471.